# Olga Taussky-Toddová
Olga Taussky-Toddová (30. srpna 1906, Olomouc – 7. října 1995, Pasadena) byla česko-rakousko-americká matematička. Napsala více než 300 vědeckých prací o algebraické teorii čísel a celočíselných maticích.

## Život
Narodila se jako druhá ze tří dětí v židovské rodině v Olomouci. Její otec Julius David Taussky byl v Olomouci průmyslníkem podnikajícím v oblasti chemie, matka Ida Pollachová byla v domácnosti.
Ve věku tří let se její rodina přestěhovala do Vídně, a zde žila až do poloviny první světové války. Poté otec založil octárnu v Linci. V posledním ročníku střední školy, její otec zemřel a její rodina si přála, aby studovala chemii a převzala továrnu. Továrnu nakonec převzala její starší sestra, a tak mohla začít v roce 1925 na Vídeňské univerzitě studovat matematiku, která jí lákala již od dětství. Doktorát získala pod vedením Philippa Furtwänglera. Během studií občas navštěvovala proslulý Vídeňský kroužek. V té době se zabývala především algebraickou teorií čísel, později se specializovala na matice.
V roce 1935 se přestěhovala do Anglie a stala se členem Girton College na Cambridgeské univerzitě. V roce 1938 se provdala za severoirského matematika Johna Todda (1911–2007), který působil na Londýnské univerzitě. Za druhé světové války užívala matice pro analýzu vibrací letounů v Národní fyzikální laboratoři. Během této doby napsala několik článků, které vydalo Ministerstvo letecké výroby v Londýně, které byly později označovány za průkopnické dílo maticové teorie.
V roce 1945 odešla do Spojených států amerických a pracovala pro Národní institut standardů a technologie. V roce 1957 spolu se svým manželem nastoupila do Kalifornského technologického institutu (Caltech) v Pasadeně. Pod jejím vedením získala Lorraine Fosterová, jako první žena na Caltechu, titul Ph.D.
V roce 1977 odešla do důchodu. Roku 1978 obdržela rakouské vyznamenání Čestný kříž Za vědu a umění I. třídy.
Zemřela 1. října 1995 v kalifornské Pasadeně.